# Shorea parvifolia
Espèce
Statut de conservation UICN

 LC  : Préoccupation mineure
Shorea parvifolia est une espèce de plantes du genre Shorea de la famille des Dipterocarpaceae.

## Liste des sous-espèces
Selon Catalogue of Life (20 septembre 2020) et NCBI (20 septembre 2020) :
- sous-espèce Shorea parvifolia subsp. parvifolia
- sous-espèce Shorea parvifolia subsp. velutinata P.S.Ashton, 1963